# ホキン・エスキエタ
- ジョキン・エスキエタ

ホキン・エスキエタ・メンディブル（Jokin Ezkieta Mendiburu  ,  1996年8月17日 - ）は、スペイン・ナバラ州パンプローナ出身のプロサッカー選手。ラシン・サンタンデール所属。ポジションはGK。メディアによっては『ジョキン・エスキエタ』と表記されることもある。

## 来歴
地元のCAオサスナのカンテラに入団し、2014-15シーズンにBチームに昇格。2014年8月にテルセーラ・ディビシオンでプロデビュー。翌2015年3月にFCバルセロナと4年契約を締結。FCバルセロナBに登録された。
2016年7月22日、CEサバデルへのローン移籍が決定。2016-17シーズンはセグンダ・ディビシオンで37試合に出場した。
2017-18シーズン、初めてトップチームに登録。2018-19シーズンにはトップチームのベンチ入りメンバーにも登録され、8月25日のラ・リーガのレアル・バリャドリード戦で、初のメンバー入り。UEFAチャンピオンズリーグのメンバーにも登録されたものの、負傷もあり、トップチームに定着することは出来なかった。
2019年7月1日、FCバルセロナとの契約満了及びアスレティック・ビルバオとの4年契約を発表。契約解除金は4500万ユーロに設定された。
2020-21シーズンからトップチームメンバーとなり、背番号13の着用が発表された。
2022年7月4日、クラブとの契約を解除をした事を発表。
2022年7月5日、フリーでラシン・サンタンデールに加入し、2年契約を結んだ。

## 代表経歴
2014年に、U-19のスペイン代表に招集された経験を持つ。